# Cukrovar

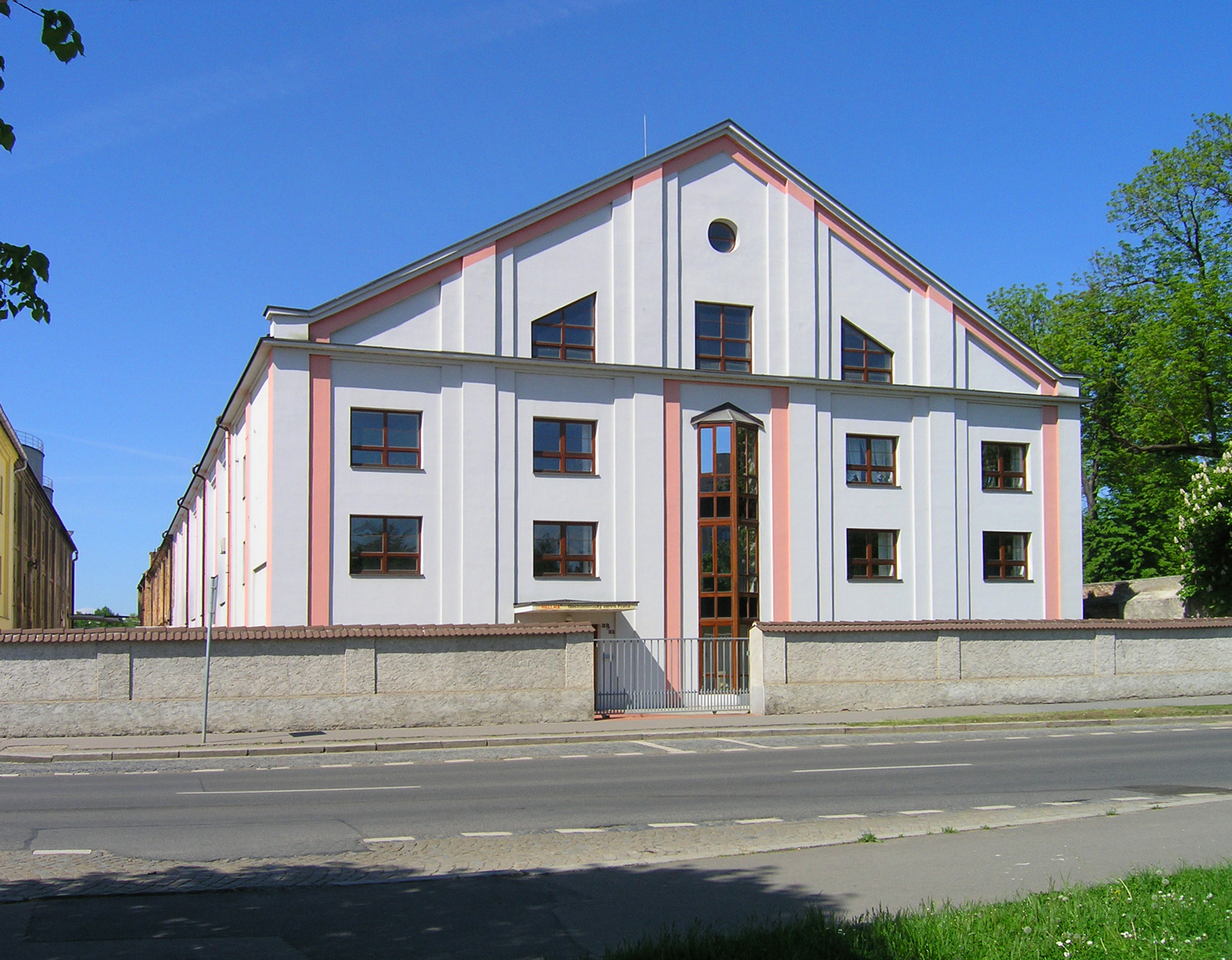
Bývalý cukrovar v Praze-Čakovicích

Cukrovar je továrna vyrábějící cukr. V Česku a v dalších státech Evropy se cukr vyrábí z cukrové řepy, jinde pak z cukrové třtiny či jiných plodin.

## Cukrovarnictví na území České republiky

### Historie
Ve 2. polovině 19. století dosáhl počet současně pracujících cukrovarů na území Čech, Moravy a Slezska asi přes 400, od té doby klesá.

#### Čechy
- První manufaktura na výrobu cukru byla otevřena v bývalém klášteře na Zbraslavi u Prahy roku 1787.
- První průmyslový cukrovar v Čechách byl otevřen roku 1829 v Kostelním Vydří u Dačic.
- Druhý od roku 1831 fungující cukrovar v Dobrovici je dodnes největším[zdroj⁠?!] cukrovarem v ČR.
- Cukrovar založený roku 1843 v Dačicích produkoval jako první na světě kostkový cukr. Další cukrovary byly například v Nymburku nebo v Hrochově Týnci.
- Praha: Na území Velké Prahy fungovaly cukrovary v Malé Chuchli (založen 1831, později přemístěn do Zbraslavského pivovaru a zrušen 1860), na Zbraslavi (v konventu kláštera, zanikl v 19. století), v Ruzyni (roku 1935 přebudován na trestnici), ve Vysočanech založený roku 1869, ve Vinoři (1870-1947, sloučen s Čakovickým, zbořen 2009), v Uhříněvsi (činnost ukončena v roce 1968)[2], v Modřanech a v Čakovicích. Oba ukončily v 90. letech 20. století svoji činnost: první byl zbořen, budovy druhého byly částečně rekonstruovány a slouží různým společnostem.

#### Morava
Na Moravě byl roku 1749 otevřen první cukrovar v Kvasicích. Mezi nejznámější patřil cukrovar v Židlochovicích, kde byla vynalezena difuze (z jeho budovy je dnes posilovna a tělocvična).  

### Současnost
Od roku 2025 na území ČR funguje šest cukrovarů (poslední byl zrušen v Hrušovanech nad Jevišovkou). Největším výrobcem je společnost Tereos TTD, a.s., která provozuje cukrovary v Dobrovici a v Českém Meziříčí.

### Seznam dochovaných cukrovarů na území ČR (stav od roku 2025)
- Dobrovice (s balírnou cukru v bývalém cukrovaru Mělník)
- České Meziříčí
- Litovel
- Prosenice
- Vrbátky
- Opava